# Lithobius forficatus

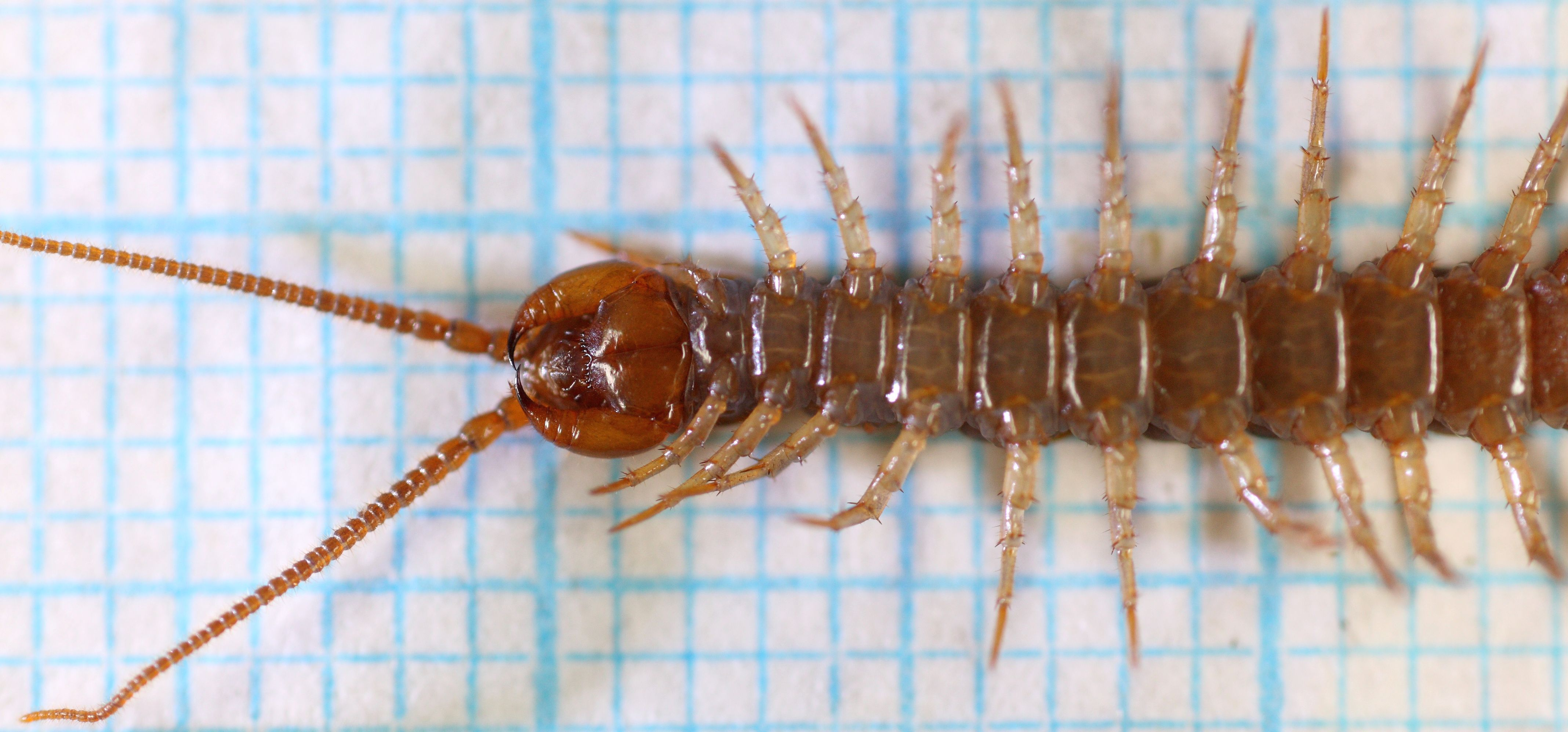
Phía dưới với các chân trước mạnh mẽ và có nọc độc

Lithobius forficatus là một loài rết thuộc họ Lithobiidae sinh sống ở châu Âu và có phạm vi phân bố không chỉ ở châu Âu. Loài này dài 18–30 mm và rộng đến 48 mm, và có màu nâu hạt dẻ.